# Gemenele
Gemenele est une commune roumaine située dans le județ de Brăila.